# گالگومووا
گالگومووا (به لاتین: Galgomuwa) یک منطقهٔ مسکونی در سری‌لانکا است که در استان مرکزی (سری‌لانکا) واقع شده‌است.